# Michaël Guigou
Michaël Guigou (n. 28 ianuarie 1982, Apt, communauté de communes Pays d'Apt-Luberon⁠(d), Franța) este un handbalist ce a reprezentat Franța, medaliat olimpic. A participat la 5 ediții ale Jocurilor Olimpice (2004, 2008, 2012, 2016, 2020) în care a câștigat o medalie de aur.